# نايل أوكونور
نايل أوكونور (بالإنجليزية: Niall O'Connor)‏ هو لاعب اتحاد الرغبي بريطاني، ولد في 7 يوليو 1987 في Limavady ‏ في المملكة المتحدة.